# Maybe This Is Love
Maybe This Is Love is een nummer van de Nederlandse band Chef'Special uit 2020. Het is de tweede single van hun vierde studioalbum Unfold.
Met "Maybe This Is Love" laat Chef'Special een iets dansbaarder geluid horen dan ze eerder deden. Desondanks was het nummer met een 4e positie in de Nederlandse Tipparade minder succesvol dan voorganger Trouble. Wel werd de plaat in hetzelfde jaar genomineerd voor een 3FM Award in de categorie 'Beste Track'.